# Munna arnholdi
Munna arnholdi är en kräftdjursart som beskrevs av Gurjanova1933. Munna arnholdi ingår i släktet Munna och familjen Munnidae. Inga underarter finns listade i Catalogue of Life.